# Flughafen Sendai

i7
i11
i13
Der Flughafen Sendai (japanisch 仙台空港 Sendai Kūkō, IATA-Code: SDJ, ICAO-Code: RJSS) ist ein Verkehrsflughafen südlich der Stadt Sendai im Verwaltungsgebiet der Städte Natori und Iwanuma. Der Flughafen hat zwei Terminals, ein internationales und eines für nationale Ziele. Der Flughafen Sendai gilt nach der japanischen Gesetzgebung als Flughafen 2. Klasse.
Eine Eisenbahnlinie zum Flughafen, die Sendai Airport Line (仙台空港アクセス線, Sendai Kūkō akusesu sen), wurde am 18. März 2007 eröffnet und verbindet den Flughafen mit der Innenstadt in circa 25 Minuten.
Am 11. März 2011 wurde der Flughafen Sendai im Laufe des Tōhoku-Erdbeben von einem Tsunami überschwemmt und war deshalb bis zum 13. April 2011 für kommerzielle Flüge gesperrt, nachdem bereits ab dem 17. März militärische Transportflugzeuge wieder landen und starten konnten.

## Flugplatzmerkmale
Der Tower (TWR) sendet und empfängt auf der Frequenz: 118,7 MHz und 126,2 MHz.
Der Flughafen verfügt über verschiedene Navigationshilfen.
Das Drehfunkfeuer (VOR) sendet auf Frequenz: 116,3 MHz mit der Kennung: SDE.
Ein Distance Measuring Equipment (DME) ist vorhanden.
Die Ortsmissweisung beträgt 7° West. (Stand: 2006)

## Zwischenfälle
Laut ASN sind keine Unfälle in der Nähe des Flughafens bekannt.